# La Tombe
La Tombe é uma comuna francesa localizada na região administrativa da Île-de-France, no departamento Sena e Marne. 
A comuna possui 194 habitantes segundo o censo de 1990.